# Ypsolopha parodaula
Ypsolopha parodaula là một loài bướm đêm thuộc họ Ypsolophidae. Nó được tìm thấy ở Vân Nam ở Trung Quốc.